# 古川 (大阪府)
古川（ふるかわ）は、大阪府を流れる淀川水系の河川。

## 地理
寝屋川市西部から諸流を集め南流し、門真市中央部を貫流、大阪市鶴見区徳庵1丁目・2丁目の境にて寝屋川に合流する。

## 流域の自治体
大阪府
寝屋川市、門真市、守口市、大阪市

## 歴史
- 4世紀頃、淀川は現在より川幅が広く、本流と支流の古川に分かれて河内湖に流れ込んでいた。長雨が降ると大洪水を引き起こし、本流と古川の間にあった土地（茨田郡）を苦しめたが、仁徳天皇により治水工事が推し進められた。
- 1595年までは今の三荘橋付近で新開池へ注いでいた。しかし当時の新開池の水面が高くて排水が困難になったので1595年に三荘橋付近で西へ水路を掘って今福の新喜多橋付近へ排水する工事が行われた。この水路は古川の排水の役目を終えている昭和中期まで存続した。
- 1979年（昭和54年）に農業用水路から一級河川に格上げされた。それに伴う大規模な河川改修によって、治水安全度は大きく向上した。